# 新西爾卡 (別里斯拉夫區)
46°56′11″N 33°15′8″E / 46.93639°N 33.25222°E
新西爾卡（烏克蘭語：Новосілка），是烏克蘭南部赫爾松州別里斯拉夫區别里斯拉夫市镇内的村落。面積0.78平方公里，海拔高度57米，2001年人口91，人口密度每平方公里117.1人。